# 브라이언 커윈
브라이언 커윈(Brian Kerwin, 1949년 10월 25일 ~ )은 미국의 배우, 영화 제작자이다.
시카고에서 태어났다.

## 출연 작품
- 러브 인 뉴욕 (2015년) - 아이브 본스타인 역
- 위험한 관계 (2014년)
- 아 유 조킹? (2014년) - 샌디 역
- 헬프 (2011년) - 로버트 펠런 역
- 27번의 결혼 리허설 (2008년) - 할 역
- 커밍 아웃 (2000년)
- 유니콘 킬러 (1999년)
- 기빙 업 더 고스트 (1998년)
- 플래시 (1997년)
- 볼케이노 (1997년)
- 사랑의 이름으로 (1997년)
- 미스터 제러시 (1997년)
- Dear Diary (1996) - 단편
- 크리스마스 (1996년)
- 아웃 스페이스 2 (1996년)
- 못말리는 서스펙트 (1996년)
- 위험한 선택 (1996년)
- 잭 (1996년) - 브라이언 역
- 베어 마운틴의 비밀 (1995년) - 맷 홀링거 역
- 러브 필드 (1992년)
- 사랑의 약속 (1991년)
- 금지된 습관 (1988년)
- 킹콩 2 (1986년) - 행크 밋첼 역
- 머피의 로맨스 (1985년)
- 유혹 (1984년)
- 미스 아메리카 (1982년)
- 남북전쟁 (1982년)
- 겟팅 웨이스티드 (1980년)
- 파라다이스 커넥션 (1979년)

### 텔레비전
- 더 영 앤 더 레스트리스 (1976-77)
- 사랑의 유람선 (1980-81)
- Bluegrass (1988)
- 성범죄수사대: SVU (2001-21)
- 로앤오더 (2002)
- 원 라이프 투 리브 (2002-11)
- 웨스트 윙 (2004)
- 보스턴 리걸 (2004)
- 닙턱 (2005)
- 고스트 & 크라임 (2005)
- 위기의 주부들 (2006)
- 빅 러브 (2007)